# Tough Love
Tough Love —  второй посмертный сингл шведского диджея Авичи, записанный при участии шведской певицы Агнес Карлссон и Vargas & Lagola. Релиз песни состоялся 9 мая 2019 года на лейблах Universal и Virgin, а премьера музыкального клипа состоялась 14 мая. Это второй сингл с посмертного студийного альбома Авичи Tim, вышедшего в 2019 году.

## Запись
Это не первое сотрудничество Авичи с Винсентом Понтаре и Салемом Аль Факиром из Vargas & Lagola. Ранее они вместе работали над песнями «Silhouettes», «Hey Brother», «Without You» и «Friend of Mine». Запись песни «Tough Love» Авичи начал в 2016 году, перед своим последним концертом в Ultra Miami. Изначально у песни «Tough Love» была другая структура, но она была переработана во время последних студийных сессий Тима в марте 2018 года. Перед смертью Тим написал Салему и Винсенту, что хотел бы, чтобы песня была дуэтом «настоящей пары. Или пары, которая работала вместе достаточно долго, чтобы считаться парой!». В песне также приняла участие жена Понтаре, шведская певица Агнес Карлссон. В «Tough Love» также прослеживаются индийские мотивы из фильма «Raanjhanaa» (в частности, песня «Banarasiya») в мелодичном отрывке, вдохновлённом изучением Авичи музыки северо-западной Индии, которую он играл для Понтаре и Аль-Факира перед своей смертью.

## Чарты
| Чарт (2019)                                   | Высшая позиция |
| --------------------------------------------- | -------------- |
| Австрия (Ö3 Austria Top 40)                   | 45             |
| Бельгия/Фландрия (Ultratip Bubbling Under)    | 18             |
| Канада (Billboard Canadian Hot 100)           | 82             |
| Чехия (Singles Digitál Top 100)               | 38             |
| Финляндия (Suomen virallinen lista)           | 14             |
| Германия (GfK)                                | 72             |
| Венгрия (Single Top 40)                       | 38             |
| Венгрия (Stream Top 40)                       | 14             |
| Ирландия (IRMA)                               | 35             |
| Япония (Billboard Japan Hot 100)              | 58             |
| Литва Lithuania (AGATA)                       | 33             |
| Нидерланды (Single Top 100)                   | 60             |
| Новая Зеландия New Zealand Hot Singles (RMNZ) | 10             |
| Норвегия (VG-lista)                           | 9              |
| Шотландия (OCC Scotland)                      | 95             |
| Словакия (Singles Digitál Top 100)            | 28             |
| Швеция (Sverigetopplistan)                    | 2              |
| Швейцария (Schweizer Hitparade)               | 31             |
| Великобритания (OCC UK Singles)               | 60             |
| США (Billboard Hot Dance/Electronic Songs)    | 9              |

| Чарт (2019)                                   | Позиция |
| --------------------------------------------- | ------- |
| Швеция Sweden (Sverigetopplistan)             | 31      |
| США US Hot Dance/Electronic Songs (Billboard) | 80      |

## Сертификация
| Регион                                                                      | Сертификация | Продажи |
| --------------------------------------------------------------------------- | ------------ | ------- |
| Бразилия (ABPD)                                                             | Золотой      | 20 000  |
| Данные о продажах + прослушиваниях приведены только на основе сертификации. |              |         |